# Eloria moeschleri
Eloria moeschleri är en fjärilsart som beskrevs av Paul Dognin 1923. Eloria moeschleri ingår i släktet Eloria och familjen tofsspinnare. Inga underarter finns listade i Catalogue of Life.